# Чемпіонат України з легкої атлетики в приміщенні 2000
Чемпіонат України з легкої атлетики в приміщенні 2000 серед дорослих був проведений у двох містах. Чемпіони у бігових дисциплінах та спортивній ходьбі були визначені 2-3 лютого у Львові в легкоатлетичному манежі СКА, а золоті нагороди у технічних дисциплінах були розіграні 7-9 лютого в Броварах у манежі обласної ШВСМ.
Першість з легкоатлетичних багатоборств була окремо розіграна в Броварах 5-6 лютого (чоловіки) та 8 лютого (жінки).

## Призери

### Чоловіки
| Дисципліни            | Золото                                     | Золото      | Срібло                                       | Срібло   | Бронза                                                                    | Бронза   |
| --------------------- | ------------------------------------------ | ----------- | -------------------------------------------- | -------- | ------------------------------------------------------------------------- | -------- |
| 60 метрів             | Костянтин Рурак Запорізька область         | 6,67        | Віталій Сенів Івано-Франківська область      | 6,75     | Владислав Дологодін Харківська областьАнатолій Довгаль Харківська область | 6,76     |
| 200 метрів            | Сергій Осович Івано-Франківська область    | 21,48       | Олександр Кайдаш Харківська область          | 21,62    | Сергій Полінков Київ                                                      | 21,66    |
| 400 метрів            | Володимир Рибалка Київ                     | 47,96       | Андрій Твердоступ Харківська область         | 48,24    | Євген Кущ Запорізька область                                              | 48,80    |
| 800 метрів            | Сергій Мартинов Київська область           | 1.52,84     | Володимир Ковалик Івано-Франківська область  | 1.52,97  | Абдул-Хакім Зінь Одеська область                                          | 1.54,09  |
| 1500 метрів           | Анатолій Якимович Волинська область        | 3.48,69     | Василь Цікало Львівська область              | 3.52,15  | Віталій Ноздрачов Донецька область                                        | 3.54,77  |
| 3000 метрів           | Дмитро Барановський Київська область       | 8.04,31     | Микола Новицький Київ                        | 8.05,79  | Іван Гешко Чернівецька область                                            | 8.14,02  |
| 60 метрів з бар'єрами | Володимир Білоконь Черкаська область       | 7,96        | Дмитро Колесниченко Рівненська область       | 8,01     | Денис Кожемякін Харківська область                                        | 8,02     |
| Ходьба 10000 метрів   | Сергій Лазар Львівська область             | 46.55,0h    | Сергій Івахів Івано-Франківська область      | 46.57,1h | Степан Бечкало Львівська область                                          | 48.06,5h |
| Стрибки у висоту      | Олексій Гордієнко Черкаська область        | 2,15        | Руслан Гливинський Одеська область           | 2,15     | Сергій Колесник Запорізька область                                        | 2,15     |
| Стрибки з жердиною    | Олександр Корчмід Київська область         | 5,40 NIU20R | Максим Руденко Донецька область              | 5,30     | Руслан Єременко Київ                                                      | 5,20     |
| Стрибки у довжину     | Олексій Лукашевич Дніпропетровська область | 8,25        | Роман Щуренко Київ                           | 8,15     | Дмитро Мишка Тернопільська область                                        | 7,76     |
| Потрійний стрибок     | Сергій Ізмайлов Полтавська область         | 16,81       | Володимир Кравченко Дніпропетровська область | 16,62    | Андрій Троць Дніпропетровська область                                     | 16,31    |
| Штовхання ядра        | Олександр Багач Київська область           | 21,27       | Роман Вірастюк Івано-Франківська область     | 20,52    | Андрій Немчанінов Росія                                                   | 18,27    |
| Семиборство           | Сергій Блонський Київська область          | 5752        | Юрій Журавський Київ                         | 5579     | Сергій Рябчун Харківська область                                          | 5493     |

### Жінки
| Дисципліни            | Золото                              | Золото   | Срібло                                  | Срібло   | Бронза                                 | Бронза   |
| --------------------- | ----------------------------------- | -------- | --------------------------------------- | -------- | -------------------------------------- | -------- |
| 60 метрів             | Ірина Пуха Київ                     | 7,13     | Оксана Гуськова Харківська область      | 7,23     | Анжеліка Шевчук Донецька область       | 7,27     |
| 200 метрів            | Олена Пастушенко Харківська область | 23,88    | Вікторія Фоменко Харківська область     | 24,24    | Юлія Панасейко Харківська область      | 24,47    |
| 400 метрів            | Ольга Міщенко Донецька область      | 54,07    | Наталія Макух Миколаївська область      | 54,27    | Тетяна Мовчан Київська область         | 54,67    |
| 800 метрів            | Галина Місірук Запорізька область   | 2.08,29  | Оксана Кочеткова Миколаївська область   | 2.08,55  | Марина Макарова Донецька область       | 2.08,67  |
| 1500 метрів           | Марина Дуброва Київ                 | 4.28,52  | Юлія Кумпан Запорізька область          | 4.29,02  | Ольга Нелюбова Запорізька область      | 4.30,22  |
| 3000 метрів           | Наталія Іванова Харківська область  | 9.26,89  | Марина Дуброва Київ                     | 9.32,36  | Тетяна Гладир Миколаївська область     | 9.32,65  |
| 60 метрів з бар'єрами | Олена Красовська Київ               | 8,22     | Надія Бодрова Харківська область        | 8,30     | Майя Шемчишена Харківська область      | 8,41     |
| Ходьба 5000 метрів    | Олена Сироватко Полтавська область  | 24.21,5h | Тетяна Бессолова Львівська область      | 24.47,1h | Олена Бессолова Львівська область      | 25.18,3h |
| Стрибки у висоту      | Віта Паламар Київ                   | 1,94     | Віта Стьопіна Запорізька область        | 1,85     | Ірина Михальченко Київ                 | 1,80     |
| Стрибки з жердиною    | Людмила Вайленко Донецька область   | 4,10     | Євгенія Савіна Харківська область       | 4,00     | Олена Чикачкова Донецька область       | 3,90     |
| Стрибки у довжину     | Вікторія Вершиніна Київська область | 6,73     | Олена Шеховцова Київ                    | 6,50     | Тетяна Котова Дніпропетровська область | 6,47     |
| Потрійний стрибок     | Олена Говорова Київ                 | 14,38    | Євгенія Ставчанська Чернівецька область | 13,91    | Тетяна Котова Дніпропетровська область | 13,71    |
| Штовхання ядра        | Оксана Захарчук Київська область    | 16,18    | Олена Дементій Київська область         | 16,06    | Світлана Шевченко Київська область     | 15,82    |
| П'ятиборство          | Людмила Шевчук Харківська область   | 4327     | Марина Брюхач Харківська область        | 4287     | Ельміра Соховтінова Донецька область   | 4274     |